# Oratorio di Pasqua
L'Oratorio di Pasqua (in tedesco, Oster-Oratorium) BWV 249 è un oratorio di Johann Sebastian Bach, noto anche con il nome di Kommt, eilet und laufet ("Venite, affrettatevi e correte").

## Storia e struttura
Una prima versione di questa cantata venne completata a Lipsia in occasione della pasqua 1725, che, quell'anno, cadeva il 1º aprile. La composizione, originariamente intitolata Kommt, gehet und eilet, venne rivista nel 1735. In una terza versione, databile dopo il 1740, il terzo movimento venne ampliato da duetto a brano per coro a quattro voci.
La musica è basata su quella della cantata secolare Entfliehet, verschwindet, entweichet, ihr Sorgen BWV 249a, attualmente perduta. Il libretto della BWV 249a era di Christian Friedrich Henrici, il quale scrisse anche, con ogni probabilità, il libretto dell'oratorio di Pasqua. I primi due movimenti dell'oratorio, esclusivamente orchestrali, derivano con ogni probabilità da qualche perduto concerto del periodo di Bach a Cöthen. Il terzo movimento, invece, è forse basato su un movimento finale di concerto.
A differenza dell'oratorio di Natale, quello di Pasqua non ha un narratore, ma ha quattro personaggi affidati alle quattro voci: Simon Pietro (tenore), l'apostolo Giovanni (basso), Maria Maddalena (contralto) e Maria di Cleofa (soprano). L'oratorio è composto per soprano solista, contralto solista, tenore solista, basso solista, coro a quattro voci, tromba I, II e III, timpani, flauto I e II, flauto traverso, oboe I e II, oboe d'amore, violino I e II e basso continuo ed è suddiviso in undici movimenti:
1. Sinfonia.
2. Adagio.
3. Aria: Kommt, eilet und laufet, per tenore e basso.
4. Recitativo: O kalter Männer Sinn, per soprano, contralto, tenore e basso.
5. Aria: Seele, deine Spezereien, per soprano.
6. Recitativo: Hier ist die Gruft, per contralto, tenore e basso.
7. Aria: Sanfte soll mein Todeskummer, per tenore.
8. Recitativo: Indessen seufzen wir, per soprano e contralto.
9. Aria: Saget, saget mir geschwinde, per contralto.
10. Recitativo: Wir sind erfreut, per basso.
11. Coro: Preis und Dank, per tutti.